# Marcelo Pariz
Marcelo Pariz (Florida, 23 de diciembre de 1985), futbolista uruguayo. Juega de centrocampista y juega actualmente en el club de la Primera B Chilena Municipal Iquique.

## Biografía
Comenzó sus pasos futbolísticos en el Club Atlético Quilmes de su ciudad a los 3 años estando durante su carrera en la selección departamental. A los 11 viaja a la capital de su país, Montevideo, ingresando en el plantel de la Institución Atlética Sud América (IASA). Integró el seleccionado sub-20 (de la B) de su país y en enero de 2006 viaja a México para formar parte del plantel de Lobos de la BUAP de México, y en enero de 2007 fichó por el Deportes Iquique de Chile, equipo que en ese momento, jugaba en la Primera B de ese país.

## Clubes[4]
| Club              | País    | Año        |
| ----------------- | ------- | ---------- |
| Sud América       | Uruguay | hasta 2006 |
| Lobos de la BUAP  | México  | 2006       |
| Municipal Iquique | Chile   | 2007       |